# فيبي بوفيه
فيبي بوفيه-هانيغان ((بالإنجليزية: Phoebe Buffay-Hannigan)؛ قبل الزواج بوفيه فقط؛ وُلدت في يوم 16 فبراير 1969 –) هي شخصية خيالية، أدتها الممثلة ليزا كودرو، وهي واحدة من الشخصيات الست الأساسية لمسلسل السيت كوم (كوميديا الموقف) الأميركي التلفزيوني الأصدقاء. أنشأها ديفيد كرين ومارتا كوفمان.
وُلدت في يوم 16 فبراير لفرانك وليلي بوفيه. كان اسم والدتها البيولوجية فيبي أبوت، والتي سُميت باسمها. لفيبي أخت توءم اسمها أورسولا بوفيه، نادلة أدت شخصيتها كودرو أيضًا. تتحدث فيبي عدة لغات، من بينها الفرنسية والإيطالية. ظهرت في حلقات المسلسل كلها البالغٌ عددها 236 حلقة، من الحلقة التجريبية التي عُرضت في يوم 24 سبتمبر من عام 1994 حتى الحلقة الأخيرة في يوم 6 مايو من عام 2004. هي مدلّكة وموسيقية، تشتهر بسلوكها غريب الأطوار، ومفرط الحماقة، وغير المعتاد في كثير من الأحيان. كانت رفيقة سكن مونيكا غيلر قبل رايتشل غرين، وهكذا تعرفت على المجموعة. فيبي أعز صديقات مونيكا ورايتشل، إلى جانب جاريهما، تشاندلر بينغ وجوي تريبياني، وأيضًا روس غيلر شقيق مونيكا. تعزف على غيتار صوتي من طراز غيبسون غوسبيل وتغني في مقهى سنترال بيرك أغاني بسيطة وغير مريحة، تغني في الشارع من حين لآخر. خلال الموسم التاسع من المسلسل، يتفق جوي وفيبي على أن يختار كل منهما شريك موعدٍ مُدبّر للآخر. تختار فيبي فتاةً له، لكن جوي ينسى اتفاقهما ولا يختار لها أحدًا. لذا قبل عدة دقائق من الموعد، يجد جوي شابًا اسمه مايك بالصدفة ويوافق على الموعد المُدبّر مع فيبي. يبدأ مايك هانيغان (أدى الشخصية بول رود) وفيبي علاقة رومانسية. يرتبط الاثنان لاحقًا، ثم يتزوجان في الموسم الأخير.
بقي استقبال النقاد لشخصية فيبي بوفيه إيجابيًا باستمرار طوال فترة عرض مسلسل أصدقاء التي استمرت عقدًا من الزمن. تلقت كودرو على أدائها لشخصية فيبي بوفيه إشادة نقدية، بما في ذلك ترشيحًا لجائزة غولدن غلوب وفازت بجائزة الإيمي برايم تايم، وجائزة نقابة ممثلي الشاشة، وجائزة ساتلايت، وجائزة أميريكان كوميدي، وجائزة تي في غايد.

## دورها
في الحلقة التجريبية، تُقدَّم فيبي على أنها واحدة من ستة أصدقاء أصليين، متضمنين جيران مانهاتن غرينتش فيليج جوي (مات لوبلان) وتشاندلر (ماثيو بيري)، ورفيقة سكنها السابقة مونيكا (كورتني كوكس)، ورايتشل غرين (جينيفر أنيستون)، وأخو مونيكا، روس (ديفيد شويمر). هي مدلكة وموسيقية طموحة بدوام جزئي تعزف موسيقى الفولك، وتعزف علي غيتارات صوتية علي طراز دريدنوت، وتغني أغاني غريبة أو سخيفة كتبتها بنفسها. ظهرت وهي تعزف في مترو الأنفاق، وفي خارج مكان "تجمع" المجموعة المعتاد، سنترال بيرك، وكذلك في مكتبة عامة، كما تعزف موسيقاها في المقهي أيضًا. انتقلت للعيش مع جدتها لأمها (أودرا ليندلي)، بعد مغادرة شقة مونيكا، قبل عام تقريبًا من الحلقة التجريبية، بسبب طبيعتها الوسواسية القهرية وعاداتها في التنظيف المُفرط في الدقة. خلال الموسم الأول، تحظى بعدد كبير من الأخلاء، من بينهم توني، وفيزيائي يُدعى ديفيد، أدى شخصيته هانك أزاريا، وعالم نفس يُدعى روجر، أدى شخصيته فيشر ستيفنز. تُقدَّم أخت فيبي التوءم الفظة، أورسولا بوفيه، وهي شخصية أُنشئت في الأصل من أجل مسلسل السيت كوم الأميركي متيم بك وظهرت فيه بصفة نادلة، في الموسم الأول أيضًا، في «حلقة بجزأين». أدت كودرو شخصية أورسولا أيضًا. تعمل فيبي سكرتيرة مؤقتة لتشاندلر لفترة وجيزة في «حلقة العامل المثير». كُشف أن الامرأة التي كانت تعتقد فيبي أنها أمها، ليلي بوفيه، انتحرت عندما كانت فيبي بعمر 14 عامًا تقريبًا عن طريق التسمم بأحادي أكسيد الكربون.
في «حلقة زوج فيبي»، كُشف أن فيبي كانت متزوجة من راقص على الجليد كندي الجنسية ويُفترض أنه مثلي الجنس، دانكن سوليفان (ستيف زان)، بُغية تمكينه من الحصول على بطاقة خضراء، لمدة ست سنوات. يتفقان على الطلاق بعد أن يدرك أنه في الحقيقة مغاير الجنس ويرغب بالزواج بامرأة أخرى. في «حلقة الطفل في الحافلة»، استُبدلت فيبي مؤقتًا بمغنيةٌ محترفة اسمها ستيفاني شيفر (أدت الشخصية المغنية كريسي هيند) بصفة مغنية أساسية في سنترال بيرك. قُدمت أغنية فيبي «القط ذو الرائحة الكريهة» في الحلقة نفسها. في «حلقة انتقال إدي إلى الشقة»، تكتشف شركة تسجيلات أغنية «القط ذو الرائحة الكريهة»، وتظهر فيبي في بطولة فيديو موسيقي خيالي للأغنية أنتجته الشركة بميزانية كاملة، سُجل فيه صوت مغنية أخرى فوق صوتها. رفضت عقد التسجيل الخاص بها عندما اكتشفت عمق الخداع.